# Lozen, Stara Zagora
Lozen (în bulgară Лозен) este un sat în comuna Stara Zagora, regiunea Stara Zagora,  Bulgaria. 

## Demografie
Componența etnică a satului Lozen
     Bulgari (98%)
     Nicio identificare (2%)
     Altele (0%)
La recensământul din 2011, populația satului Lozen era de 150 locuitori. Din punct de vedere etnic, majoritatea locuitorilor (98%) erau bulgari. Pentru 2% din locuitori nu este cunoscută apartenența etnică.